# This Is... Icona Pop
This Is... Icona Pop è il secondo album in studio del duo svedese Icona Pop, pubblicato il 23 settembre 2013.

## Tracce
1. I Love It (feat. Charli XCX) – 2:37 (Charlotte Aitchison, Patrik Berger, Linus Eklöw)
2. All Night – 3:06 (Brian Lee, Elof Loelv)
3. We Got the World – 3:07 (Nicole Morier, Tove Lo, Caroline Hjelt, Aino Jawo, Elof Loelv, Linus Eklöw)
4. Ready for the Weekend – 2:42 (Caroline Hjelt, Aino Jawo, Elof Loelv, Tove Lo)
5. Girlfriend – 2:50 (Caroline Hjelt, Aino Jawo, Marvin Harper, Mark Knight, Tupac Shakur, Tyrone Wrice, James Reynolds, Mikkel Eriksen, Tor Erik Hermansen, Ricky Rouse)
6. In the Stars – 3:16 (Fransisca Hall, Anjulie Persaud, Jarrad Rogers)
7. On a Roll – 3:12 (Allan Grigg, Johan Schuster, Peter Svensson)
8. Just Another Night – 3:09 (Mikkel Eriksen, Tor Erik Hermansen, Ross Golan, Benjamin Levin, Daniel Omelio, Justin Parker)
9. Hold On – 3:17 (Mikkel Eriksen, Tor Erik Hermansen, Benjamin Eli Hanna)
10. Light Me Up – 3:20 (Nick Scapa, Read Fasse, Caroline Hjelt, Aino Jawo, Fransisca Hall, Tove Lo, Elof Loelv)
11. Then We Kiss – 2:22 (Jarvis Anderson, Markus Krunegård, Caroline Hjelt, Aino Jawo, Patrik Berger, Elof Loelv)

## Classifiche
| Classifica (2013) | Posizione massima |
| ----------------- | ----------------- |
| Belgio (Fiandre)  | 96                |
| Belgio (Vallonia) | 120               |
| Francia           | 185               |
| Germania          | 99                |
| Italia            | 77                |
| Regno Unito       | 31                |
| Spagna            | 78                |
| Stati Uniti       | 36                |
| Svizzera          | 46                |